# 喀什人
喀什人，是中國維吾爾族中最大的分支。他們講新維吾爾語中央方言的喀什方言。在人類學上，他們大多數屬於高加索人種的帕米爾-費爾干納類型，也有南西伯利亞類型(圖蘭人種)。總人數約為3.5-4百萬，主要居住在新疆喀什綠洲，許多喀什人也生活在烏魯木齊、伊寧、克拉瑪依等城市，喀什人的後裔也生活在中亞國家的維吾爾族社區（其中許多在比什凱克、塔什干、費爾干納谷地），以及巴基斯坦、沙烏地阿拉伯、土耳其、歐盟國家、美國，澳大利亞和加拿大。

## 歷史
喀什自古以來就是塔里木盆地綠洲最大、最具影響力的經濟和政治中心之一。
喀什綠洲的第一批居民顯然是各種印歐語系的吐火羅人，最早的國家形成可以追溯到西元前1000年。隨著匈奴進入該地區，隨著古突厥人在喀什綠洲的定居，吐火羅-伊朗民族被更多突厥民族突厥化的進程開始了。隨著突厥汗國的形成，突厥化加劇。喀什綠洲的突厥化在喀喇汗國形成期間完全完成(當時喀什是汗國副都)，但當時古代吐火羅和東伊朗族群的小遺跡仍然存在。此時，喀什噶爾和東突厥斯坦大部分地區的主導語言是喀喇汗語或哈卡尼語（現代維吾爾語的祖先）。在十世紀初，薩圖克·博格拉汗（喀喇汗王朝的統治者）皈依了伊斯蘭教，伊斯蘭教已經成為喀什噶爾的主要信仰，逐漸取代了佛教，摩尼教和基督教。博格拉汗和他的後代成為狂熱的穆斯林，並開始在東突厥斯坦的其他綠洲積極傳播伊斯蘭教，使于闐人、伊犁地區的居民、阿克蘇人皈依伊斯蘭教，與信仰佛教-基督教-摩尼教的高昌回鶻進行了激烈而持久的戰爭，取得了不同的成功。
從喀喇汗人開始，喀什噶爾城市的突厥穆斯林文化在東突厥斯坦的其他城邦中佔主導地位，標誌著現代維吾爾文化的開始，在蒙古帝國時期，喀什噶爾人和其他來自東突厥斯坦的移民是特權少數民族(色目人)，其中主要由商人精英和帝國最高官僚組成。
在後蒙古時代，喀什噶爾人同化了定居在喀什噶爾的各種蒙兀兒部落，參與了葉爾羌汗國的建立，同時將喀什的主導地位割讓給了另一個東突厥斯坦綠洲——葉爾羌。在葉爾羌的第一批可汗（賽德汗、拉失德、阿不杜卡里姆）的領導下，喀什人參加了對準噶爾部、吉爾吉斯人以及西藏、克什米爾、費爾干納谷地、七河流域、拉達克、卡菲里斯坦的軍事行動。隨著汗國的削弱和蘇菲派納克什班迪教團影響力的加強，喀什人成為白山派分支的支援者，忠於阿帕克和卓的後裔，與主要支援黑山派的葉爾羌人和于闐人形成鮮明對比。由於與葉爾羌-黑山派的長期自相殘殺，以及與吐魯番人及其相互削弱，他們開始依賴準噶爾人。
但喀什人也反抗準噶爾人，並繼續與葉爾羌人發生衝突，在清朝征服準噶爾之初（1755年），以大小和卓的名義奪取了喀什、葉爾羌、于闐的政權，並開始組織抵抗清軍，部分聯合了葉爾羌和于闐。起初，他們贏得了幾次勝利，但隨著清軍正規軍的到來，喀什噶爾的穆斯林民兵開始遭受失敗。
清朝當局奪取喀什噶爾，在被征服的土地上建立回疆後，更嚴厲地白山派的支援者（其領導人在浩罕汗國避難），還任命了吐魯番人和哈密人中出任所有最高的地方官員—阿奇木伯克，因考慮到喀什噶爾人以及于闐人和葉爾羌人不可靠，更容易叛亂。
從這一時期開始，喀什噶爾穆斯林的無數起義開始了，白山派信徒在其中發揮了主導作用，喀什成為清帝國西部地區中最不可靠和最叛逆的城市。在十九世紀60-70年代，喀什是阿爾蒂沙爾的首府。在1930年代，喀什是東突厥斯坦共和國的中心。

## 貿易
除了農耕，喀什人長期以來一直積极參與大絲綢之路上的貿易，帶領商隊從中國前往中亞、西伯利亞、印度和阿富汗以及中東國家。
在巴基斯坦和沙烏地阿拉伯，仍然有商隊拉巴特(旅舍0，用富有的喀什商人的錢建造，用於娛樂、朝聖者的住宿以及喀什和其他維吾爾商人的商業場所。

## 遷徙
從十八世紀開始（由於清朝的征服），喀什人定居在費爾干納山谷，根據一些消息來源，他們在十九世紀末的人數約為20萬人。當地的穆斯林，後來成為他們的忠實支援者，並參加了喀什人對新疆的戰爭。
由於喀什人與費爾干納河谷居民（烏茲別克人）在文化上的相似性，喀什人逐漸同化，迄今為止，費爾干納河谷只有少數喀什人飛地倖存下來，分別是帕赫塔巴德（烏茲別克安集延地區）和喀什-基什拉克（吉爾吉斯斯坦奧什地區）。
在吉爾吉斯斯坦北部（楚河谷地、比什凱克、托克馬克），大多數喀什維吾爾人也是二十世紀50-60年代來自中國的移民，但也有更早的時代，特別是在普里薩庫利亞（卡拉庫勒）地區，以及其他維吾爾族。但在哈薩克，來自喀什的移民要少得多。
在沙烏地阿拉伯、土耳其、西歐、美國、澳大利亞等外國維吾爾族社區中有許多喀什人。
儘管喀什人人數眾多，但在新疆的地方和黨當局中，喀什人的比例很低，大部分喀什人受雇於農業和工業的低薪工作。此外，相當一部分喀什人受雇於中小企業，在中國與中亞和巴基斯坦國家之間的大規模批發貿易中，在中國，大量喀什人在內部省份的工廠工作。
目前，喀什噶爾人儘管人數眾多，但在新疆維吾爾自治區的地方和黨的當局中代表人數很少，大部分喀什噶爾人從事農業和工業的低薪工作。此外，很大一部分喀什噶爾人從事中小型企業，從事中國與中亞和巴基斯坦國家之間的大規模批發貿易，與中國內部城市的貿易，大量喀什噶爾人在中國內陸省份的工廠和工廠工作（2009年，在廣東的一家玩具廠與喀什噶爾工人發生衝突，後來蔓延到新疆維吾爾自治區的城市）即旭日玩具厂群体斗殴事件。